# Oncideres albomaculata
Oncideres albomaculata là một loài bọ cánh cứng trong họ Cerambycidae.